# 秋 (小説家)
秋（しゅう）は、日本の小説家、ライトノベル作家。

## 略歴
2017年4月2日から、小説家になろうで『魔王学院の不適合者』の投稿をはじめ、後に書籍化、コミカライズされ、テレビアニメも放送された。
また、2022年3月2日から同サイトで『魔法史に載らない偉人』の投稿を開始し、これも書籍化、コミカライズされた。

## 作品
- 魔王学院の不適合者 〜史上最強の魔王の始祖、転生して子孫たちの学校へ通う〜（『電撃文庫』、イラスト：しずまよしのり、既刊22巻）
- 魔法史に載らない偉人 〜無益な研究だと魔法省を解雇されたため、新魔法の権利は独占だった〜（『電撃文庫』、イラスト：にもし、既刊3巻）